# Ceylondrongo
Ceylondrongo (Dicrurus lophorinus) är en fågel i familjen drongor inom ordningen tättingar.

## Utseende och läte
Ceylondrongon är en stor drongo, 31–34 cm lång exklusive stjärten. Liksom de flesta arter i familjen är den helsvart, metalliskt blå- eller grönblåglänsande över större delen av kroppen. Den har tidigare behandlats som underart till större vimpeldrongo, men är något mindre än denna samt har en kort och upprätt tofs i pannan (större vimpeldrongons är längre och krullar bakåt) och framför allt en helt annan stjärt form: djupt kluven istället för försedd med vimplar. Även lätena har föreslagits skilja sig åt, men detta är svårt att bedöma eftersom drongors läten till stor del består av härmningar.

## Utbredning och systematik
Fågeln återfinns på västra Sri Lanka. Tidigare betraktades den som en underart till större vimpeldrongo (D.. paradiseus) och vissa gör det fortfarande.

## Status
Trots det begränsade utbredningsområdet och att den tros minska i antal anses beståndet vara livskraftigt av internationella naturvårdsunionen IUCN. 